# SV Salamander Türkheim
Der SV Salamander Türkheim ist ein Sportverein aus der bayerischen Marktgemeinde Türkheim im Landkreis Unterallgäu mit Abteilungen für Fußball, Skisport und Volleyball.

## Geschichte
Die Mannschaft des Fußballvereins Türkheim bestritt ihr erstes Spiel am 8. August 1920 und nahm ab 1923 am Punktspielbetrieb teil. Seit dem 27. September 1930 gilt der Vereinsname Sportverein Salamander Türkheim, da die Firma Salamander, welche schon damals eine Niederlassung in Türkheim betrieb (heute Salamander Industrie-Produkte), dem Verein im Gegenzug finanzielle Unterstützung anbot.
Mit dem Aufstieg in die Bezirksliga Schwaben Süd erreichten die Fußballer 1967 erstmals eine Spielklasse oberhalb des Kreisniveaus. Seit dem 15. August 1970 bestreiten sie ihre Heimspiele im damals neu errichteten Wertachstadion. Anlässlich des 50-jährigen Vereinsjubiläums war hier am 15. April 1971 der 1. FC Nürnberg zu Gast. Im Jahr 1979 gelang trotz einer 3:5-Niederlage gegen den BSK Olympia Neugablonz im Endspiel um den schwäbischen Bezirkspokal die Qualifikation zur ersten Hauptrunde im DFB-Pokal. Hier schied Türkheim mit einem 0:4 beim Bonner SC aus.

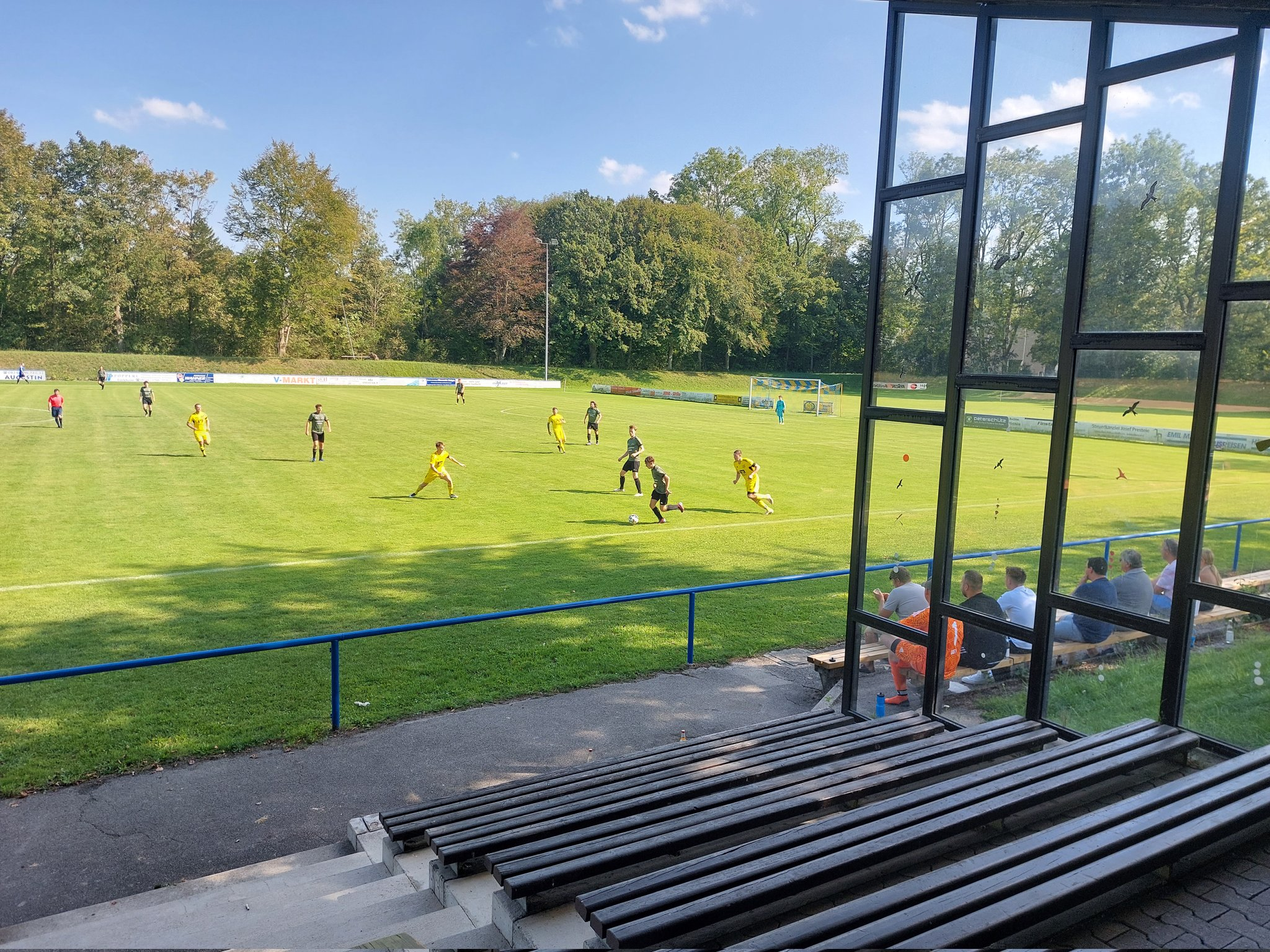
Wertachstadion Türkheim, SV Salamander Türkheim vs. SV Schöneberg

Ein Jahr später wurde mit der zu jener Zeit viertklassigen Landesliga Südbayern die bisher höchste Spielstufe erreicht, aus der die Mannschaft aber nach nur einer Saison wieder absteigen musste. 2023/24 spielt der SV Salamander Türkheim in der neuntklassigen Kreisklasse Allgäu 2.
Hohe Zuschauerzahlen erreicht heute vor allem die Herrenmannschaft der 1972 gegründeten Volleyballabteilung, die in der Saison 2014/15 der Bayernliga Süd angehörte.